# 417 (tal)
417 är det naturliga heltal som följer 416 och följs av 418.

## Matematiska egenskaper
- 417 är ett polygontal[1].
- 417 är ett udda tal.
- 417 är ett Prothtal

## Inom vetenskapen
- 417 Suevia, en asteroid.